# Quasi-Park Narodowy Sado-Yahiko-Yoneyama
Quasi-Park Narodowy Sado-Yahiko-Yoneyama (jap. 佐渡弥彦米山国定公園) – quasi-park narodowy na Honsiu w Japonii.
Park obejmuje tereny usytuowane w prefekturze Niigata, o łącznym obszarze 294,6 km².. Na terenie parku znajdują się góry Yahiko i Yoneyama.
Park jest klasyfikowany jako chroniący krajobraz (kategoria V) według Międzynarodowej Unii Ochrony Przyrody.
Obszar ten został wyznaczony jako quasi-park narodowy 27 lipca 1950. Podobnie jak wszystkie quasi-parki narodowe w Japonii, jest zarządzany przez samorząd lokalny prefektury.